# Slim Feriani
Slim Feriani, né en août 1965, est un homme politique tunisien.

## Biographie

### Études
Il est titulaire d'un MBA (1989) et d'un PhD (1995) en finance, investissement et finance internationale à l'université George-Washington ; il est d'ailleurs professeur de finance internationale dans cette université de 1989 à 1996. Il avait auparavant obtenu une maîtrise en finances à l'Institut supérieur de gestion de Tunis.

### Carrière professionnelle
De 1997 à 1999, Slim Feriani est analyste pour la région MENA au sein de la société Nomura International à Londres. Il travaille ensuite de 2000 à 2004 pour Martin Currie Investment Management à Édimbourg, où il est administrateur, directeur et gestionnaire senior de fonds spécialisés dans les marchés émergents ainsi que directeur de l'investissement dans le secteur des mines et ressources naturelles. De 2005 à 2014, il exerce les fonctions de président du conseil d'administration, PDG et président du comité d'investissement de Advance Emerging Capital à Londres. Il est par ailleurs président du conseil d'administration et du comité d'investissement de la Gulf Central Agency Asset Management à Londres à partir de 2015.

### Carrière politique
Il est nommé le 3 février 2017 comme PDG de la Banque de financement des petites et moyennes entreprises puis, en septembre de la même année, comme secrétaire d'État auprès du ministre de l'Industrie et des PME. Le 18 novembre, il est nommé ministre de l'Industrie et des PME en remplacement d'Imed Hammami, nommé ministre de la Santé.
Il est membre de Nidaa Tounes à partir du 16 novembre 2017, avant de rejoindre Tahya Tounes à sa création en 2019.